# فرانسيسكا بيتشينيني

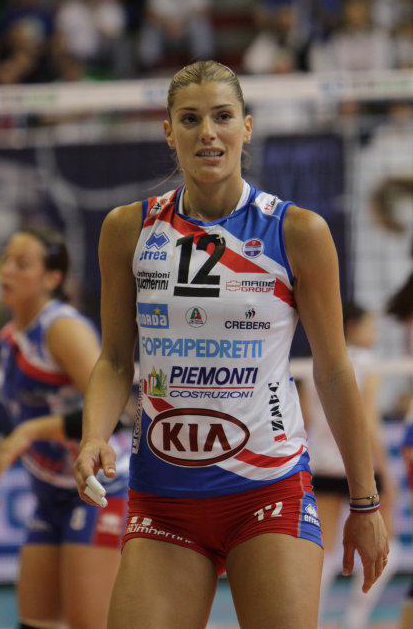
فرنسيسكا بيتشينيني

فرنسيسكا بيتشينيني (بالإيطالية: Francesca Piccinini) وهي لاعبة كرة طائرة إيطالية ولدت في يوم 10 يناير 1979 في مدينة ماسا في إيطاليا وقد لعبت مع الفريق الإيطالي 4 مرات في الأولمبياد الصيفية 2000 و 2004 و 2008 و 2012، تمكنت مع المنتخب الإيطالي من تحقيقالميدالية الذهبية في بطولة العالم لكرة الطائرة للسيدات 2002 في ألمانيا كما فازت بكأس العالم لكرة الطائرة للسيدات 2007 في اليابان، تم عرض صور لها في مجلة صحة الرجل في 2004.

## روابط خارجية
- فرانسيسكا بيتشينيني على موقع IMDb (الإنجليزية)
- فرانسيسكا بيتشينيني على موقع الاتحاد الدولي beach volleyball database (الإنجليزية)
- فرانسيسكا بيتشينيني على موقع الاتحاد الأوروبي (الإنجليزية)
- فرانسيسكا بيتشينيني على موقع عالم الكرة الطائرة (الإنجليزية)
- فرانسيسكا بيتشينيني على موقع دوري الدرجة الأولى الإيطالي للكرة الطائرة - سيدات (الإيطالية)
- فرانسيسكا بيتشينيني على موقع اللجنة الأولمبية الدولية (الإنجليزية)
- فرانسيسكا بيتشينيني على موقع أوليمبيديا (الإنجليزية)
- فرانسيسكا بيتشينيني على موقع CONI honoured athlete website (الإيطالية)